# Drozdowo (powiat człuchowski)
Drozdowo (kaszub. Drozdowò) – wieś w Polsce położona w województwie pomorskim, w powiecie człuchowskim, w gminie Debrzno. 
Wieś w pobliżu linii kolejowej nr 203 Tczew – Kostrzyn, stanowi sołectwo gminy Debrzno.
W latach 1975–1998 miejscowość administracyjnie należała do województwa słupskiego.